# Tatinga albicans
Tatinga albicans är en fjärilsart som beskrevs av South 1913. Tatinga albicans ingår i släktet Tatinga och familjen praktfjärilar. Inga underarter finns listade i Catalogue of Life.